# Landbo, Helsingfors
Landbo (Landbo även på finska) är ett delområde i Ultuna, Helsingfors.